# Panacea (artiest)

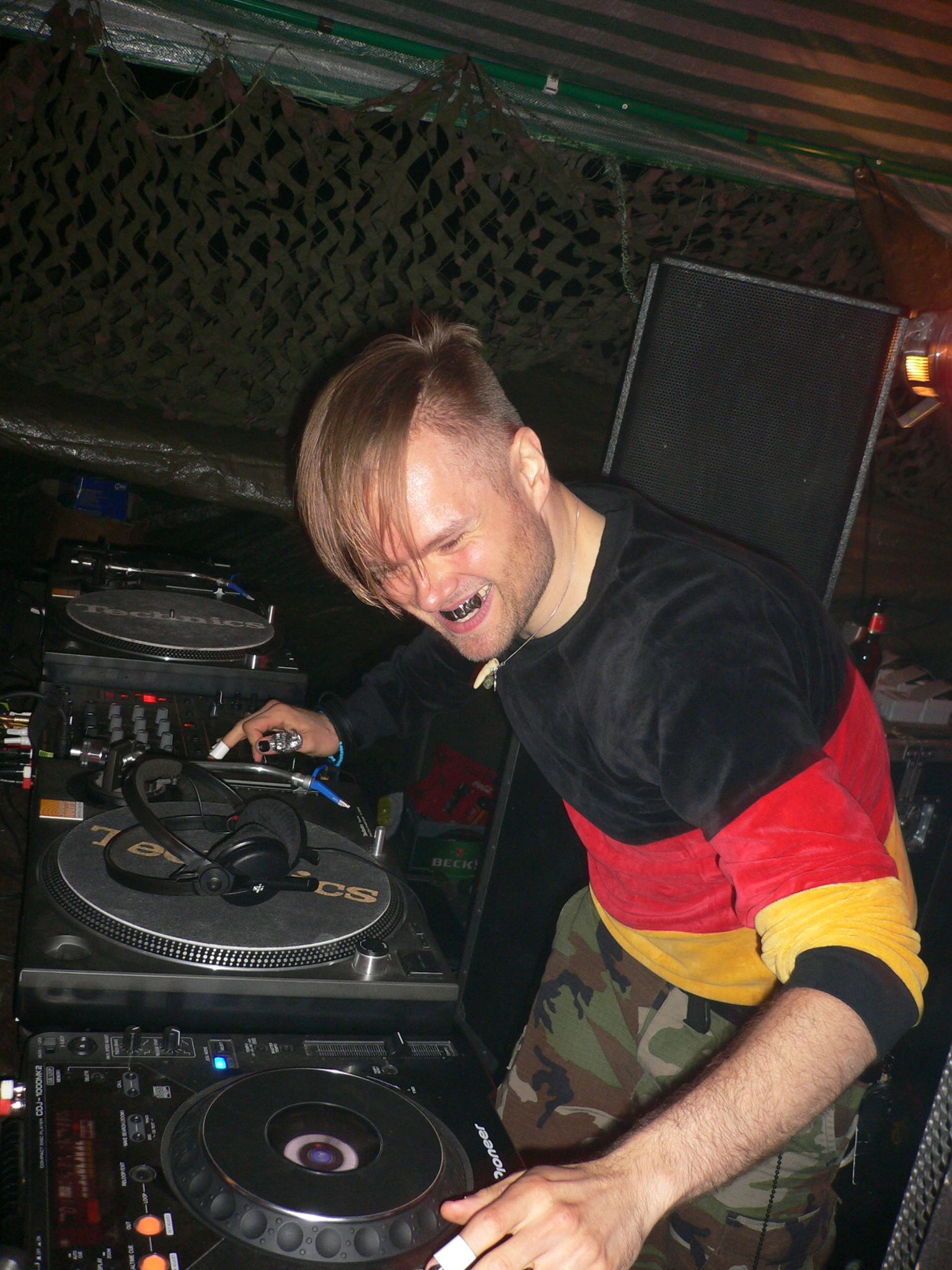
Panacea in 2006

Panacea is de artiestennaam van de Duitse drum 'n' bass-producer en dj Mathis Mootz (Wetzlar, 19 augustus 1976).
Hij werd op slag bekend met zijn eerste album Low Profile Darkness (1997). Hij is vooral beïnvloed door Alec Empire (van Atari Teenage Riot), Ed Rush en Nico. Hij mixt zijn nummers vaak met andere muziekstromingen, wat veel variatie oplevert.

## Bekende nummers
- Evil Seed
- Motion Sickness
- State of Extasy
- Found A Lover
- Winter Mute
- The Beast
- Underground Superstar
- Sohn Der Schwarze Puppen
- King Of The Jungle
- Relight My Fire Tonight
- Lawless
- Winter Nights

## Albums
- Low Profile Darkness
- Twisted Designs
- German Engineering
- Underground Superstardom
- Chiropteran

- Gemeinsame Normdatei: 13508024X
- International Standard Name Identifier: 0000 0000 4703 6861
- Library of Congress Control Number: no2008034247
- MusicBrainz: db0c4a12-b6c5-4fda-8027-523d922b7f71
- Virtual International Authority File: 58883532
- WorldCat: E39PBJcrfyddvWHwdgkjMVc9Dq